# Piet Hamberg
Piet Hamberg (né le 22 janvier 1954 à Winschoten aux Pays-Bas) est un ancien joueur et entraîneur de football néerlandais.